# Óriás-selyemkakukk
Az óriás selyemkakukk (Coua gigas) a madarak osztályának kakukkalakúak (Cuculiformes) rendjébe, ezen belül a kakukkfélék (Cuculidae) családjába tartozó faj.
A magyar név forrással nincs megerősítve.

## Előfordulása
Madagaszkár területén honos.
A sziget déli és nyugati részén található száraz erdők lakója.

## Megjelenése
Az óriás selyemkakukk a Coua nemnek a legnagyobb élő tagja, testhossza 62 centiméter, súlya 400 gramm.
Tollazata fakó barnás színű, jellemző bélyege a szeme körül található csupasz kék színű bőrfelület. Ez a bélyeg az összes Coua fajra jellemző.

## Életmódja
Elsősorban talajlakó faj, de szükség esetén több méter magasra is felkapaszkodik a fákra élelem után kutatva vagy menekülve. Valóban inkább kapaszkodik, mert repülni csak végszükség esetén szokott.
Vegyes táplálkozású faj, elsősorban gyümölcsöket és leveleket fogyaszt, de elfog rovarokat és apróbb gyíkokat is.

## Természetvédelmi helyzete
A faj még gyakorinak számít, és a Természetvédelmi Világszövetség is a „nem fenyegetett” kategóriába sorolja. Azonban az élőhelyvesztés jelen van a faj élőhelyén és mivel ez a legnagyobb selyemkakukkfaj, az élelem célú vadászata is jelentős helyenként. Egyes területeken populációi már megritkultak.

## Külső hivatkozások
- Képek az interneten a fajról
- Videó a fajról